# Fernanda Takai
Fernanda Takai (Serra do Navio, Amapá, 25 de agosto de 1971) es una cantautora y multiinstrumentista (violín, guitarra…)brasileña, miembro de Pato Fu hasta 2007.

## Biografía
Sus abuelos maternos son de asendencia lusobrasileña y sus abuelos paternos japoneses. Con nueve años fue a vivir a Belo Horizonte.
Se graduó en 1993 en relaciones públicas en la Universidad Federal de Minas Gerais.
En cuanto a su carrera musical, estuvo de 1988 a 1992 en los grupos Data Vênia, Fernanda e 3 do Povo y desde 1991 en Sustados por 1 Gesto, que fue el origen de Pato Fu.
Tiene además un blog y colabora en los periódicos Correio Braziliense u O Estado de Minas. En noviembre de 2007 sacó su primer libro Nunca Subestime uma Mulherzinha.
Está casada con el también músico John Ulhoa y tuvieron una hija en 2003.

## Discografía
- 1993 - Rotomusic de liquidificapum (Pato Fu)
- 1995 - Gol de quem?  (Pato Fu)
- 1996 - Tem mas acabou (Pato Fu)
- 1997 - Prato feito (Pato Fu)
- 1998 - Televisão de cachorro (Pato Fu)
- 2000 - Isopor (Pato Fu)
- 2001 - Ruído Rosa (Pato Fu)
- 2002 - Acústico MTV (Pato Fu)
- 2003 - Assim, assado - Tributo a Secos & Molhados (Pato Fu)
- 2005 - Toda cura para todo mal (Pato Fu)
- 2007 - Daqui pro futuro (Pato Fu)
- 2007 - Onde brilhem os olhos seus
- 2009 - Luz negra[3]
- 2012 - Fundamental
- 2014 - Na Medida do Impossível